# Championnat de France de tennis 1905
Pour un article plus général, voir Internationaux de France de tennis.
Résultats détaillés de l’édition 1905 du Championnat de France de tennis.

## Faits marquants
En 1905, le simple messieurs du championnat de France est remporté par Maurice Germot.

## Palmarès
| Tableau          | Vainqueurs                    | Vainqueurs | Score     | Finalistes                 | Finalistes |
| ---------------- | ----------------------------- | ---------- | --------- | -------------------------- | ---------- |
| Simple messieurs | Maurice Germot                | France     |           | André Vacherot             | France     |
| Simple dames     | Kate Gillou Fenwick           | France     | 6-0, 11-9 | Yvonne de Pfeffel          | France     |
| Double mixte     | Yvonne de Pfeffel Max Decugis | France     |           | Maurice Germot Kate Gillou | France     |

## Simple messieurs
|  |                |  |  |  |  |
|  | Finale         |  |  |  |  |
|  |                |  |  |  |  |
|  |                |  |  |  |  |
|  | Maurice Germot |  |  |  |  |
|  |                |  |  |  |  |
|  | André Vacherot |  |  |  |  |

## Simple dames
Seules deux joueuses sont inscrites dans le tournoi.
|  |                   |  |   |    |  |
|  | Finale            |  |   |    |  |
|  |                   |  |   |    |  |
|  |                   |  |   |    |  |
|  | Kate Gillou       |  | 6 | 11 |  |
|  | Kate Gillou       |  | 6 | 11 |  |
|  | Yvonne de Pfeffel |  | 0 | 9  |  |

## Double mixte
|  |                               |  |  |  |  |
|  | Finale                        |  |  |  |  |
|  |                               |  |  |  |  |
|  |                               |  |  |  |  |
|  | Yvonne de Pfeffel Max Decugis |  |  |  |  |
|  |                               |  |  |  |  |
|  | Kate Gillou Maurice Germot    |  |  |  |  |